# Garment District
Garment District est un quartier informel de l'arrondissement de Manhattan, à New York, situé dans un vaste espace compris entre la Cinquième Avenue et la Neuvième Avenue, et entre la 34e rue et la 42e rue.

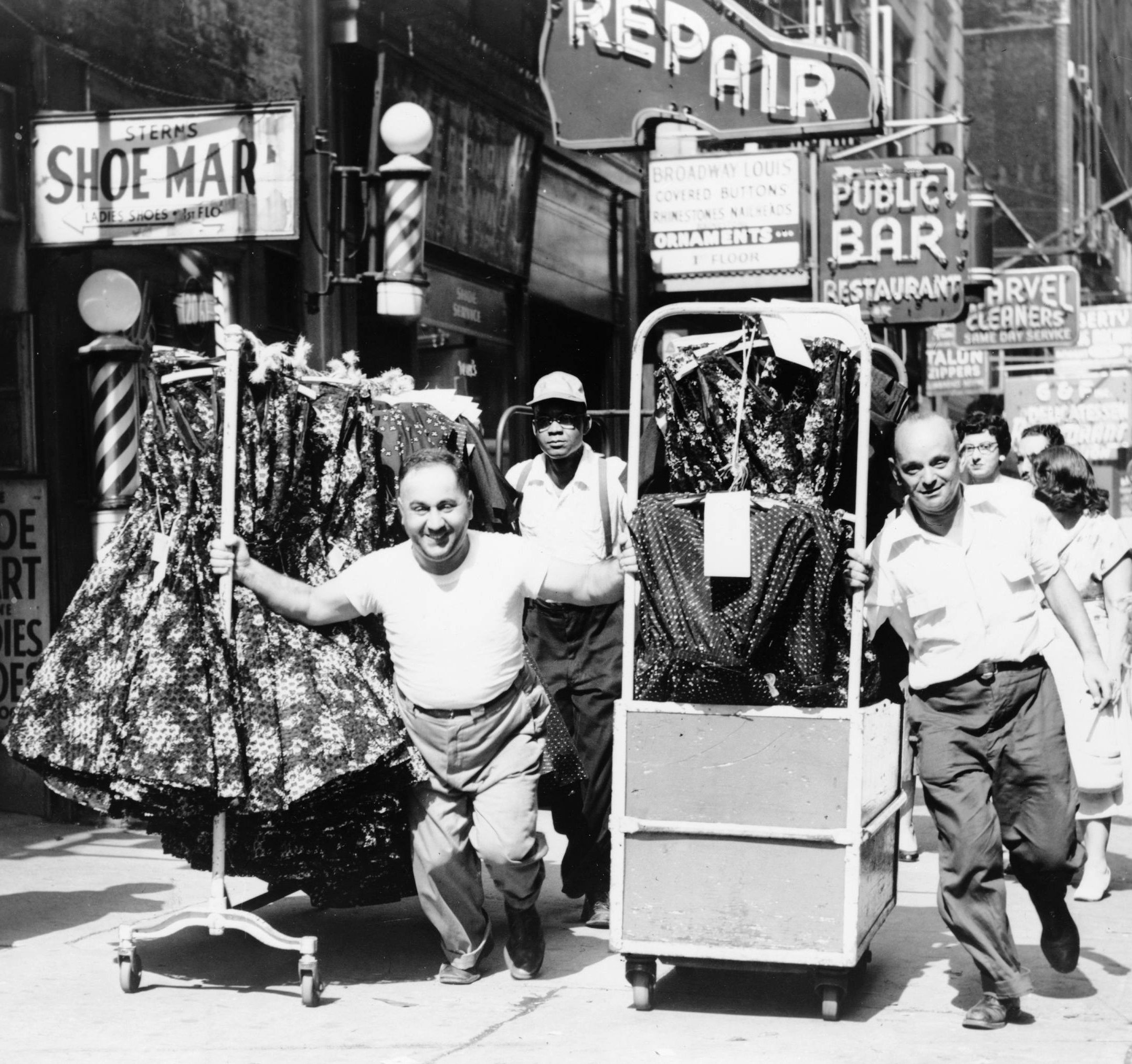
Garment District en 1955.

Son nom – qui signifie littéralement « quartier de l'habillement » – s'explique par le fait qu'il est connu depuis le début du XXe siècle comme un foyer important de conception et de fabrication de vêtements aux États-Unis. Le Garment District est ainsi le grand quartier de la mode de New York.
D'une surface approximative de 1,6 km2, il comprend plusieurs lieux et bâtiments importants de la ville, parmi lesquels l'Empire State Building, le Jacob K. Javits Convention Center, le New York General Post Office, Penn Station, le Madison Square Garden ou encore l'un des plus grands magasins du monde, Macy's. Le quartier abrite aussi de nombreux entrepôts, ainsi que des ateliers de confection de vêtements.